# Тетрабеназин
Тетрабеназин — ліки для усунення симптомів гіперкінетичних рухових порушень. Тетрабеназин був розроблений спеціально для зменшення тяжкості симптомів хвороби Гантінгтона, був затверджений в 2008 році в США. Ця хімічна речовина була відома з 1950-х років. З 2018 року включено до переліку ЖНВЛП.